# James Clinton Schoonmaker
Pour les articles homonymes, voir Schoonmaker.
James Clinton « JC » Schoonmaker est un fondeur américain, né le 12 août 2000.

## Biographie
Originaire de Tahoe City, en Californie, il commence à concourir des compétitions officielles durant la saison 2016-2017.
Représentant l'Université de l'Alaska à Anchorage, il devient All American lors de la saison 2019-2020.
Après une deuxième place sur une épreuve junior aux États-Unis, il est appelé pour l'étape de Coupe du monde à Dresde, où il se qualifie en phase finale du sprint (30e). Il dispute plus tard dans l'hiver les Championnats du monde junior à Oberwiesenthal, pour se classer treizième du sprint.
Dès le début de la saison 2020-2021, Schoonmaker est integré dans l'équipe pour la Coupe du monde, où il réussit à finir dans le top 20 à trois reprises.
Il est sélectionné pour le sprint des Championnats du monde 2021, à Oberstdorf, prenant la 26e place. Il continue sa progression en 2021-2022, entamant son hiver directement par une septième place au sprint classique à Ruka, puis enchaîne avec une neuvième place au sprint de Dresde. Au mois de janvier, il confirme son statut en remportant son premier titre de champion des États-Unis sur le sprint libre.

## Palmarès

### Championnats du monde
| Épreuve / Édition        | Sprint                           | Sprint    | 15 km | 15 km                            | Skiathlon 2 × 15 km | 50 km | Relais | Relais    |
| Épreuve / Édition        | libre                            | classique | libre | classique                        | Skiathlon 2 × 15 km | 50 km | Sprint | 4 × 10 km |
| Mondiaux 2021 Oberstdorf | Épreuve inexistante à cette date | 26e       | -     | Épreuve inexistante à cette date | -                   | -     | -      | -         |

Légende :
- : pas d'épreuve
- — : non disputée par Schoonmaker

### Coupe du monde
- Meilleur classement général : 76e en 2021.
- 1 podium en individuel : 1 troisième place.

#### Classements détaillés
| Saison / Épreuve | Saison / Épreuve | Général | Général | Distance | Distance | Sprint | Sprint |
| Saison / Épreuve | Saison / Épreuve | Class.  | Points  | Class.   | Points   | Class. | Points |
| ---------------- | ---------------- | ------- | ------- | -------- | -------- | ------ | ------ |
| 2020             | 2020             | 151e    | 1       | -        | -        | 94e    | 1      |
| 2021             | 2021             | 76e     | 44      | -        | -        | 35e    | 44     |

### Championnats des États-Unis
- Champion sur le sprint libre en 2022.